# Kenneth McArthur
Kennedy („Kenneth“) Kane McArthur (10. února 1881 Derwock – 13. června 1960 Potchefstroom) byl jihoafrický atlet, běžec na dlouhé tratě, olympijský vítěz v maratonu v roce 1912.
Narodil se v Irsku, ve dvaceti letech emigroval do Jižní Afriky, kde se stal policistou. V roce 1906 začal trénovat. O dva roky později běžel svůj první maraton, ve kterém překvapivě zvítězil a porazil olympijského stříbrného medailistu Charlese Hefferona.
Olympijský maraton ve Stockholmu v roce 1912 se běžel ve velkém horku, nezvyklém pro švédské podnebí, bylo více než 40 stupňů. McArthur se na 15. kilometru propracoval do vedoucí skupiny běžců, ve které postupem doby zůstal pouze se svým krajanem Christopherem Gitshamem. Ten sice začal na 25. kilometru zvyšovat svůj náskok, v posledních kilometrech však už nestačil se silami. McArthur ho tak dostihl a nakonec zvítězil o téměř minutu v čase 2.36:54,8 (trať stockholmského maratonu ovšem měřila 40,2 km). O rok později utrpěl zranění a musel skončit s vrcholovým sportem.